# Han Dong
Han Dong, född 1961 i Nanjing, är en kinesisk författare.
Han Dong tillbringade sin barndom på landsbygden dit hans föräldrar skickats under Kulturrevolutionen. Efter studier i filosofi undervisade en tid i marxism-leninism på universitetsnivå innan han blev författare på heltid.
Han Dong är främst känd som poet men har också utgivit ett antal novellsamlingar. Sedan 1998 har han varit involverad i en verksamhet kallad Sprickor (Duanlie) som syftar till att lyfta fram unga författare som ännu inte blivit en del av det litterära etablissemanget.